# 徐特立
徐 特立（じょ とくりつ、シュイ・トーリー、1877年2月1日 - 1968年11月28日）は、中華人民共和国の革命家、教育学者、政治家。別名は徐立華。字は師陶。毛沢東や田漢の教師であった。延安の五老の一人。

## 生涯

### 幼年時代
1877年、湖南省長沙府善化県（現在の長沙県）の農民の家庭に生まれる。原名は懋恂。4歳の時に母親を亡くし父と兄とともに暮らしていたが、1885年9歳の時に父親が徐特立を私塾に入学させることにした。一家には学校に行く人がいなかったにもかかわらず、結局、父親と兄が汗水たらして家計を支え、特立のために学費を支払うことができた:10。12歳のとき、父方の叔父が亡くなり、父親は徐特立を孫として父方の祖母のもとへ渡すことを決めた:10。徐特立が6年間私塾で学んだのは、四書五経、明の朱雨春の「一家統治の特色」、明の楊継生の著作などであった:10-11。1893年、叔父の祖母が病に倒れ、借金を抱えた徐特立は、労働のかたわら独学することを決意し、医学、易学、占星術、占いなど叔父の著書をすべて読みあさった:11。

### 私塾を設立
18歳の時、徐特立は私立学校の教師が自分に合っていると考え、五美山小塘湾に学校を設立した:11。昼間は私塾で教え、夜は王砚秋の講義室に通った。2年後、徐特立の文章力は完成していた:11。ある時、徐特立は長沙の生涯の学者である陳雲峰を訪ねた。陳雲峰は徐特立に「読書は師を持つことが大切であり、特に書物を持つことが大切である」と忠告し、張志東の『書誌問答』と清朝の『轩语』を読むように勧めた。この2冊の書物を読んだ後、徐特立はそれまでの自分の読書法が間違っており、無目的で無秩序であると感じ、清朝の『書誌問答』から読み始めることを決意した。そして、一から読み直そうと決心した:13-14。徐特立は叔父の祖母の30石余りの水田を使って、『聖書十三講』、『子路通鑑勅許』、『読史録』、『方意字要』などの本を買い求め、「破産読書」と呼ばれた:13-14。
1905年、28歳の時に長沙城寧郷速成中学に入学し、卒業後に長沙周南女校の教員となる。その後、梨江学校、長沙平民夜校等の学校を創設した。1907年、周南女校の時事報告会において清政府の対外屈服外交に憤激憤激するあまり、菜切り包丁で左手の小拇指を切って、血で抗議文を書いた。

### 日本に留学
1910年、日本に赴き教育について考察したのち中国に帰国し、1911年に起こった辛亥革命の幕開けとなる武昌蜂起を支持、湖南臨時議会副議長に当選した。
1912年、徐特立は長沙県の初代県知事であった江季煥に招かれ、長沙県師範学校（現在の長沙師範学院の前身）を設立した。1913年には長沙県師範学校学長に就任した。さらに湖南第一師範学院の教員となり、後の中国革命の指導者となる若き毛沢東・蔡和森・蕭子升・田漢・何叔衡等の教師となった。

### 留仏勤工倹学でフランスへ
1919年42歳の時から1924年6月まで、フランスに赴き、パリ大学で自然科学を学び、ベルギーとドイツの教育について学んだ。1924年夏、徐特立は長沙に戻り、長沙女子師範学校（1926年に長沙県師範学校に統合）を設立し、校長を務め、湖南省第一女子師範学校（すなわち稲田師範学校）の校長も務めた。

### 白色テロ下で中国共産党に加入
1924年、中国に帰国し、長沙女子師範学校と湖南孤兒院創設。1927年夏、蒋介石の反共白色テロが本格化している時期にもかかわらず、徐特立は中国共産党に入党した。 徐特立は南昌蜂起に参加し、革命委員会委員、第二十軍第三師団党代表、政治部長を務めた。
1928年、モスクワの孫文大学に留学するためソ連に派遣された。1930年末に中国に戻り、中国共産党中央革命根拠地である江西根拠地に赴き、その後、中華ソビエト共和国政府で教育部部長およびソビエト大学副学長を務めた。同年、レーニン小学、レーニン師範学校等創設。
1934年10月、長征に参加し延安に到着。延安辺区政府教育庁長に就任した。日中戦争のため、八路軍駐湘辦事処主任、中国共産党中央宣伝部副部長に就任した。1937年、中国共産党中央委員会湖南駐在代表、第八路軍高級参事官となり、湖南で統一戦線工作を行った。1940年、徐特立は延安自然科学院院長となり（延安自然科学院院長で、設立期間中最も長く在職した）、当時の人々は徐特立を呉玉章、林伯旭、謝樹亜、董碧武とともに「延安五老」と称した。彼は「延安五老」の一人として知られていた。[陝西で彼と一緒に暮らした人々によると、彼は60歳を過ぎても大きな川に飛び込んで何時間も泳いでいた[7]。
- 1940年、延安自然科学研究院を創設、院長に就任した。

### 中華人民共和国
1949年の中華人民共和国建国後、徐特立は中国共産党中央委員会宣伝部次官を務めたが、後に健康上の理由で辞任した。1954年、中国歴史学会は最初の評議会の名簿を発表し、郭沫若が会長、呉玉章と范文蘭が副会長、徐特立が評議員となった。歴史学会の設立後、『中国近現代史資料叢書』の編集を開始し、徐特立、范文蘭、簡保山、陳冠、鄭振都、湘達、胡角、呂振宇、華剛、邵全正、白寿以が編集委員長を務めた。
晩年になっても、徐は重大な出来事に関心を持ち、大躍進と文化大革命を深く憂慮していた。1966年の国慶節に天安門広場に行った際、旧友の毛沢東を待ってコメントをしようとしたが、突然現れた「毛沢東万歳」の大合唱に引き離された！
1968年11月28日、徐特立は北京で91歳の生涯を閉じた。

## 思想
徐特立はとても強く、衝動的な人物である。読書法は「定量的」と「恒常的」を提唱し、読書するときはメモをとり、眉をひそめ、「書かずに読むな」と主張していた。
延安自然科学院の実践を通して、教育、科学研究、経済の「三位一体」発展モデルを提唱した。教育の「生産」属性を発見した先駆者であり、新しい道徳教育と創造教育の教義は、現代中国における質の高い教育を実施するための理論的基礎を提供した。彼は教育が「生産」の属性を持っていることを発見した先駆者であり、彼の新しい道徳教育と創造教育の教義は、現代中国における質の高い教育を実施するための理論的基礎を提供し、彼は教育が「育成を重視」し、「学習が主体」であることを教えることを提唱している。彼は教育が「教養に重点を置き」、教授が「学問に重点を置く」べきであると提唱し、科学的な教授法と学習法について独自の見識を持っていた。

## 評価
- 毛沢東は彼を高く評価しており、かつて彼に宛てた手紙の中で、「あなたは20年前の私の教師であり、今も私の教師であり、将来も必ず私の教師であり続けるだろう。革命が失敗し、多くの共産党員が共産党を去り、ある者は敵側に走ったとき、あなたは1927年の秋に共産党に入党し、非常に積極的な態度で臨んだ。その時から今日に至るまで、長く苦しい闘争の間、あなたは多くの若くて強い党員よりも活動的で、困難を恐れず、新しいことを学ぶことに前向きであった。どんな "老い "も、どんな "肉体的・精神的な弱さ"も、どんな "困難や障害"も、すべてあなたの前で鎮圧された。[25]"
- 周恩来は彼を「人民の光、わが党の栄誉」と呼んだ[3]。
- 朱徳は彼を「今日の聖人」と呼んだ[3]。

## 家族
- 妻：熊立誠
- 子女：徐守珍、徐篤本、徐陌青、徐厚本